# مدیریت فرایند (رایانه)
مدیریت فرایند عضو داخلی هر سیستم عامل به روز دنیاست . IOS باید به فرایندها منابع را اختصاص دهد، به فرایندها قابلیت اشتراک اطلاعات را بدهد، منابع هر فرایند را از دیگری بپوشاند و هماهنگ‌سازی بین فرایندها را امکان‌پذیر سازد.